# Trachymene rigida
Trachymene rigida är en flockblommig växtart som beskrevs av Buwalda. Trachymene rigida ingår i släktet Trachymene och familjen flockblommiga växter. Inga underarter finns listade i Catalogue of Life.